# 범벅

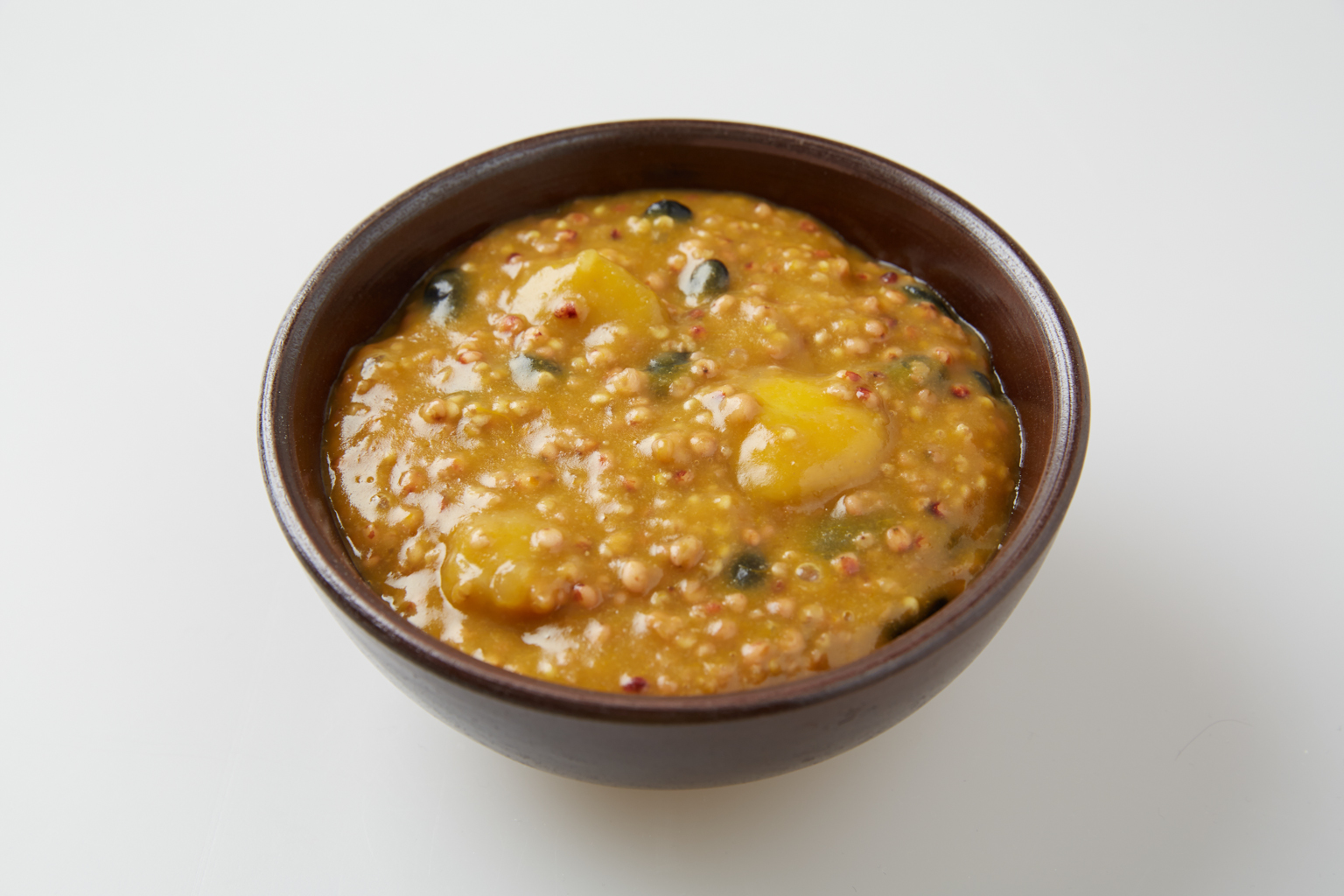
범벅

범벅의 유래는 신석기시대에  도토리나 개암나무열매 같은 나무열매를 채집하여 갈판위에 올리고 갈돌로 갈아낸 다음 토기에 넣어 약간의 물을 붓고,  화덕에서 끓여낸 것에서 유래했으며, 이후 신석기 시대 후반부에 농경생활이 시작되어 잡곡의 낟알을 갈판위에  올려놓고 갈돌로 갈아내어 토기에 넣고, 약간의 물을 붓고 만들어낸 죽의 원형이 되는 음식이다. 다만 죽 보다는  알맹이가 팍팍하고 텁텁하다.

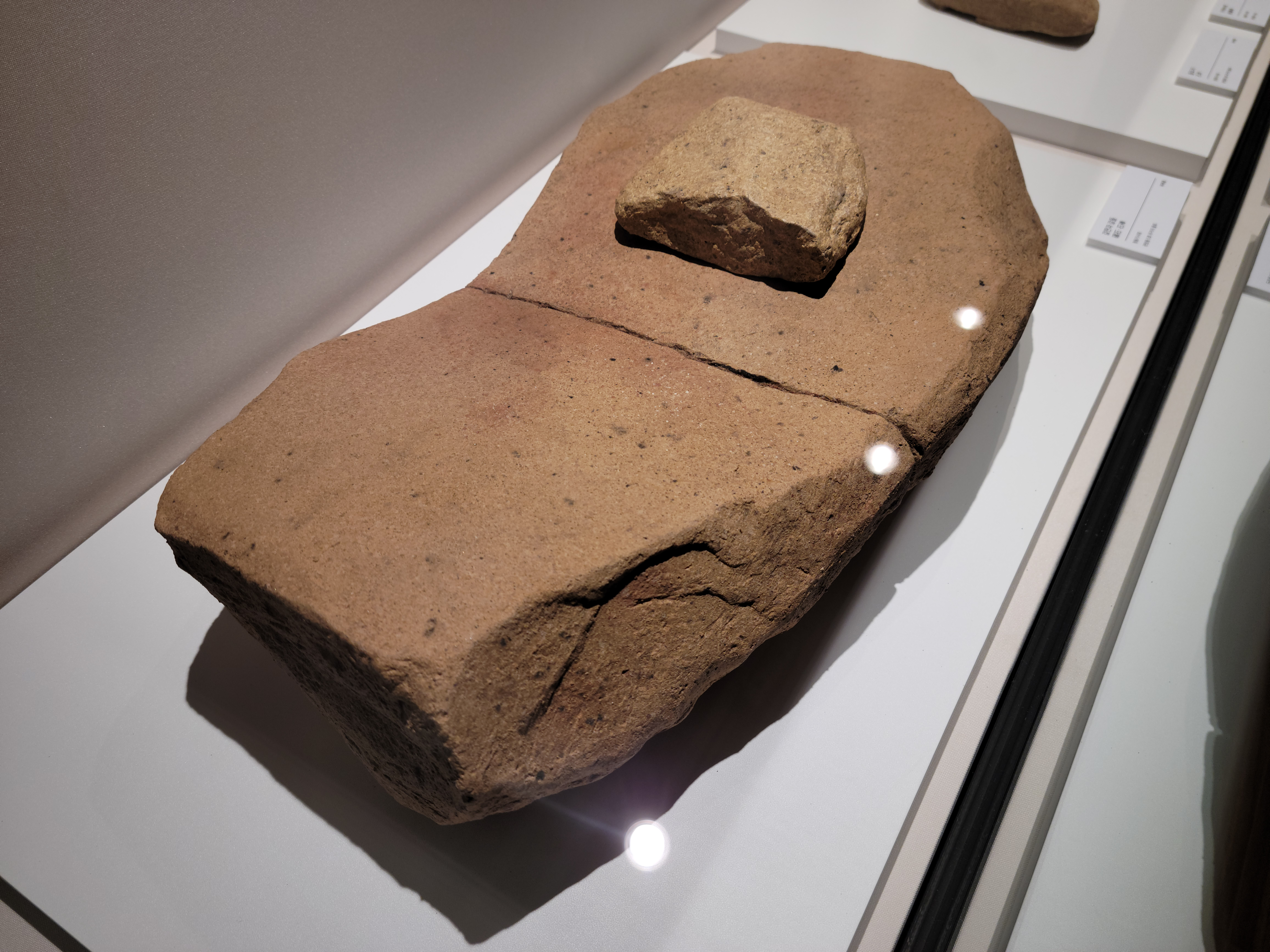
갈판

## 같이 보기
- 당수
- 미음
- 응이
- 죽